# 1. Sport-Club von 1905 Göttingen 1980-1981
Questa voce raccoglie le informazioni riguardanti il 1. Sport-Club von 1905 Göttingen nelle competizioni ufficiali della stagione 1980-1981.

## Stagione
Nella stagione 1980-1981 il Gottingen, allenato da Helmut Latermann, concluse il campionato di 2. Bundesliga al 18º posto.

## Rosa
| N. |                     | Ruolo | Calciatore          |
| -- | ------------------- | ----- | ------------------- |
|    | Germania (bandiera) | P     | Kurt Goetz          |
|    | Germania (bandiera) | P     | Horst Klank         |
|    | Germania (bandiera) | D     | Hans-Georg Becker   |
|    | Germania (bandiera) | D     | Gerd Bohne          |
|    | Germania (bandiera) | D     | Carsten Böker       |
|    | Germania (bandiera) | D     | Thomas Bruns        |
|    | Germania (bandiera) | D     | Karl-Heinz Dickkopf |
|    | Germania (bandiera) | D     | Wolfgang Kellner    |
|    | Germania (bandiera) | C     | Bernd Brendel       |
|    | Germania (bandiera) | C     | Wolfgang Hammer     |

| N. |                     | Ruolo | Calciatore            |
| -- | ------------------- | ----- | --------------------- |
|    | Germania (bandiera) | C     | Peter Koptulla        |
|    | Germania (bandiera) | C     | Bernhard Schröder     |
|    | Germania (bandiera) | C     | Heinz-Dieter Schwarck |
|    | Germania (bandiera) | C     | Ulrich Thorke         |
|    | Germania (bandiera) | C     | Detlef Wolter         |
|    | Germania (bandiera) | A     | Dieter Braunschweig   |
|    | Germania (bandiera) | A     | Wilhelm Dybowski      |
|    | Germania (bandiera) | A     | Heinz-Wilhelm Fesser  |
|    | Germania (bandiera) | A     | Bernd Krech           |
|    | Germania (bandiera) | A     | Harald Snater         |

## Organigramma societario
Area tecnica
- Allenatore: Helmut Latermann
- Allenatore in seconda:
- Preparatore dei portieri:
- Preparatori atletici:

## Calciomercato

### Sessione estiva
| Acquisti | Acquisti            | Acquisti | Acquisti |
| R.       | Nome                | da       | Modalità |
| -------- | ------------------- | -------- | -------- |
| D        | Karl-Heinz Dickkopf | Baunatal |          |
| A        | Bernd Krech         | Baunatal |          |

| Cessioni | Cessioni | Cessioni | Cessioni |
| R.       | Nome     | a        | Modalità |
| -------- | -------- | -------- | -------- |

### Sessione invernale
| Acquisti | Acquisti | Acquisti | Acquisti |
| R.       | Nome     | da       | Modalità |
| -------- | -------- | -------- | -------- |

| Cessioni | Cessioni | Cessioni | Cessioni |
| R.       | Nome     | a        | Modalità |
| -------- | -------- | -------- | -------- |

## Risultati

### 2. Bundesliga

#### Girone di andata
| Arbitro: | Mölm |

|              |           |             |
| Krumbein 58’ | Marcatori | 87’ Kellner |

| Gottinga 10 agosto 1980 2ª giornata | Göttingen | 0 – 0 referto | Wattenscheid 09 | Jahnstadion (5 000 spett.)\| Arbitro: \| Osmers \| |
| Arbitro:                            | Osmers    |               |                 |                                                    |

| Arbitro: | Horeis |

|                 |           |            |
| Witt 29’ (rig.) | Marcatori | 81’ Wolter |

| Arbitro: | Kespohl |

|             |           |                         |
| Brendel 79’ | Marcatori | 44’, 88’ (rig.) Feilzer |

| Arbitro: | Meijerink |

|                               |           |  |
| Pache 21’, 47’ Wille 43’, 79’ | Marcatori |  |

| Arbitro: | Malbranc |

|            |           |            |
| Snater 35’ | Marcatori | 15’ Kaczor |

| Arbitro: | Stark |

|                                                      |           |                 |
| Metzger 20’, 62’ Seegler 43’, 66’ Hupe 64’ Heise 76’ | Marcatori | 60’, 90’ Wolter |

| Arbitro: | Holzweißig |

|                                   |           |                           |
| Wolter 49’ Snater 52’ Kellner 66’ | Marcatori | 12’ Bockenfeld 64’ Tänzer |

| Arbitro: | Ohmsen |

|            |           |                   |
| Kramer 50’ | Marcatori | 32’ (rig.) Wolter |

| Arbitro: | Winkler |

|                                                  |           |                                     |
| Snater 3’, 28’ Fesser 25’ Brendel 56’ Wolter 71’ | Marcatori | 10’, 35’ Stolzenburg 72’ Grunenberg |

| Arbitro: | Kopka |

|                                                        |           |  |
| Killmaier 33’, 46’ Wesseler 57’ (rig.) Ehrmantraut 83’ | Marcatori |  |

| Arbitro: | Risse |

|            |           |  |
| Fesser 54’ | Marcatori |  |

| Arbitro: | Gabor |

|                                       |           |            |
| Mill 22’ (rig.), 54’, 64’ Lippens 74’ | Marcatori | 39’ Fesser |

| Arbitro: | Barnick |

|                                   |           |                          |
| Snater 21’ Fesser 36’ Kellner 61’ | Marcatori | 1’ Mall 38’, 41’ Ochmann |

| Arbitro: | Burgers |

|                            |           |  |
| Goscianiak 70’ Pallaks 85’ | Marcatori |  |

| Arbitro: | Kasperowski |

|                            |           |                                                 |
| Snater 20’, 76’ Fesser 80’ | Marcatori | 16’, 40’ Gede 54’, 65’ Guðlaugsson 80’ Hoffmann |

| Arbitro: | Welling |

|                                |           |  |
| Kostedde 15’ Möhlmann 23’, 78’ | Marcatori |  |

| Arbitro: | Glasneck |

|                                         |           |                        |
| Snater 38’, 80’ Schröder 49’ Fesser 90’ | Marcatori | 65’ Bertrams 75’ Runge |

| Arbitro: | Wuttke |

|              |           |            |
| Petković 47’ | Marcatori | 63’ Snater |

| Arbitro: | Milkert |

|                              |           |  |
| Worm 18’, 22’, 62’ Grobe 86’ | Marcatori |  |

| Arbitro: | Kautschor |

|              |           |                                                             |
| Dybowski 43’ | Marcatori | 38’ (aut.) Bohne 54’ Gorski 71’ Dierßen 90’ Schatzschneider |

#### Girone di ritorno
| Arbitro: | Diekert |

|                                                         |           |             |
| Dybowski 9’, 45’, 73’ Wolter 15’ (rig.), 61’ Snater 86’ | Marcatori | 10’ Herbeck |

| Arbitro: | Wippker |

|                    |           |            |
| Reiners 21’ (rig.) | Marcatori | 43’ Snater |

| Arbitro: | Wichmann |

|                           |           |  |
| Fesser 3’ Snater 36’, 45’ | Marcatori |  |

| Arbitro: | Puchalski |

|                              |           |                                  |
| Wolter 73’ (rig.) Snater 89’ | Marcatori | 25’, 28’, 45’ Geiger 82’ Zavišić |

| Arbitro: | Eschenbach |

|             |           |            |
| Dierßen 44’ | Marcatori | 81’ Wolter |

| Arbitro: | Zimmermann |

|                                                    |           |  |
| Feilzer 38’ (rig.), 65’ (rig.), 68’ Olaidotter 58’ | Marcatori |  |

| Arbitro: | Milkert |

|                      |           |                       |
| Snater 37’ Krech 38’ | Marcatori | 23’ Lenz 51’ Krumbein |

| Arbitro: | Fiene |

|                                                |           |                         |
| Majgl 22’ Müller 28’ Patzke 66’ Bockenfeld 67’ | Marcatori | 76’ Dybowski 83’ Wolter |

| Arbitro: | Mölm |

|                          |           |                                        |
| Schwarck 78’ Kellner 83’ | Marcatori | 10’, 15’, 86’ Sandhowe 21’ Vittinghoff |

| Arbitro: | Ohmsen |

|                                      |           |                           |
| Schlumberger 22’, 66’ Marczewski 42’ | Marcatori | 52’ Schwarck 84’ Schröder |

| Arbitro: | Ahlenfelder |

|             |           |                     |
| Kellner 44’ | Marcatori | 31’ Mohr 83’ Gruler |

| Arbitro: | Kopka |

|                      |           |                         |
| Klinge 1’ Zoller 65’ | Marcatori | 15’ Schröder 30’ Snater |

| Arbitro: | Welling |

|                                                         |           |                          |
| Dickkopf 16’ Drescher 23’ (aut.) Snater 80’ Kellner 88’ | Marcatori | 61’ Kaminsky 69’ Klinger |

| Colonia 16 aprile 1981 35ª giornata | Viktoria Colonia | 0 – 0 referto | Göttingen | Sportpark Höhenberg (2 000 spett.)\| Arbitro: \| Burgers \| |
| Arbitro:                            | Burgers          |               |           |                                                             |

| Arbitro: | Winkler |

|             |           |             |
| Kellner 90’ | Marcatori | 45’ Pallaks |

| Arbitro: | Horeis |

|  |           |            |
|  | Marcatori | 56’ Fesser |

| Arbitro: | Malbranc |

|            |           |                                        |
| Wolter 73’ | Marcatori | 39’ Siegmann 79’ Kostedde 90’ Möhlmann |

| Arbitro: | Reichmann |

|                               |           |                  |
| Wolf 22’, 34’ Clute-Simon 23’ | Marcatori | 81’ (aut.) Rühle |

| Arbitro: | Meijerink |

|            |           |            |
| Thorke 70’ | Marcatori | 7’ Hadifar |

| Arbitro: | Fiene |

|                                                |           |  |
| Snater 36’, 68’ Wolter 64’ (rig.) Dybowski 70’ | Marcatori |  |

| Arbitro: | Pauly |

|                                                                        |           |           |
| Kaczor 3’ Mannebach 14’ Allig 16’ Bartel 32’ Wolf 64’, 78’ Brocker 82’ | Marcatori | 89’ Krech |

## Statistiche

### Statistiche di squadra
| Competizione  | Punti | In casa | In casa | In casa | In casa | In casa | In casa | In trasferta | In trasferta | In trasferta | In trasferta | In trasferta | In trasferta | Totale | Totale | Totale | Totale | Totale | Totale | DR  |
| Competizione  | Punti | G       | V       | N       | P       | Gf      | Gs      | G            | V            | N            | P            | Gf           | Gs           | G      | V      | N      | P      | Gf     | Gs     | DR  |
| ------------- | ----- | ------- | ------- | ------- | ------- | ------- | ------- | ------------ | ------------ | ------------ | ------------ | ------------ | ------------ | ------ | ------ | ------ | ------ | ------ | ------ | --- |
| 2. Bundesliga | 32    | 21      | 8       | 6       | 7       | 49      | 42      | 21           | 1            | 8            | 12           | 18           | 56           | 42     | 9      | 14     | 19     | 67     | 98     | -31 |
| Totale        | 32    | 21      | 8       | 6       | 7       | 49      | 42      | 21           | 1            | 8            | 12           | 18           | 56           | 42     | 9      | 14     | 19     | 67     | 98     | -31 |

### Andamento in campionato
| Giornata  | 1  | 2  | 3  | 4  | 5  | 6  | 7  | 8  | 9  | 10 | 11 | 12 | 13 | 14 | 15 | 16 | 17 | 18 | 19 | 20 | 21 | 22 | 23 | 24 | 25 | 26 | 27 | 28 | 29 | 30 | 31 | 32 | 33 | 34 | 35 | 36 | 37 | 38 | 39 | 40 | 41 | 42 |
| --------- | -- | -- | -- | -- | -- | -- | -- | -- | -- | -- | -- | -- | -- | -- | -- | -- | -- | -- | -- | -- | -- | -- | -- | -- | -- | -- | -- | -- | -- | -- | -- | -- | -- | -- | -- | -- | -- | -- | -- | -- | -- | -- |
| Luogo     | T  | C  | T  | C  | T  | C  | T  | C  | T  | C  | T  | C  | T  | C  | T  | C  | T  | C  | T  | T  | C  | C  | T  | C  | C  | T  | T  | C  | T  | C  | T  | C  | T  | C  | T  | C  | T  | C  | T  | C  | C  | T  |
| Risultato | N  | N  | N  | P  | P  | N  | P  | V  | N  | V  | P  | V  | P  | N  | P  | P  | P  | V  | N  | P  | P  | V  | N  | V  | P  | N  | P  | N  | P  | P  | P  | P  | N  | V  | N  | N  | V  | P  | P  | N  | V  | P  |
| Posizione | 10 | 13 | 12 | 15 | 19 | 19 | 19 | 18 | 18 | 14 | 16 | 14 | 14 | 14 | 15 | 18 | 18 | 18 | 17 | 18 | 18 | 16 | 17 | 15 | 16 | 15 | 16 | 16 | 18 | 19 | 19 | 19 | 19 | 18 | 18 | 18 | 18 | 18 | 18 | 18 | 18 | 18 |

Legenda:

Luogo: C = Casa; T = Trasferta. Risultato: V = Vittoria; N = Pareggio; P = Sconfitta.

### Statistiche dei giocatori
| H. Becker       | 7  | 0  | 2 | 0 |
| G. Bohne        | 35 | 0  | 2 | 0 |
| D. Braunschweig | 24 | 0  | 4 | 0 |
| B. Brendel      | 15 | 2  | 3 | 0 |
| T. Bruns        | 9  | 0  | 1 | 0 |
| C. Böker        | 24 | 0  | 2 | 0 |
| K. Dickkopf     | 37 | 1  | 4 | 0 |
| W. Dybowski     | 33 | 6  | 3 | 0 |
| H. Fesser       | 39 | 8  | 5 | 0 |
| K. Goetz        | 38 | 0  | 0 | 0 |
| W. Hammer       | 3  | 0  | 1 | 0 |
| W. Kellner      | 41 | 7  | 4 | 0 |
| H. Klank        | 5  | 0  | 0 | 0 |
| P. Koptulla     | 30 | 0  | 4 | 0 |
| B. Krech        | 35 | 2  | 8 | 0 |
| B. Schröder     | 26 | 3  | 7 | 0 |
| H. Schwarck     | 37 | 2  | 6 | 0 |
| H. Snater       | 39 | 20 | 3 | 0 |
| U. Thorke       | 20 | 1  | 0 | 0 |
| D. Wolter       | 41 | 13 | 6 | 0 |